# Desistência voluntária
Desistência voluntária ocorre quando o agente começa a praticar os atos executórios do tipo penal pretendido, mas voluntariamente impede a consumação do crime ao interromper sua conduta. Destaca-se que a desistência não precisa nascer do arrependimento, exigindo-se apenas que seja voluntária, no sentido de que o agente poderia prosseguir, se quisesse. Quando o impedimento for externo, haverá tentativa de crime.
Por exemplo, se "A", pretendendo matar "B", dispara, sem sucesso, alguns tiros, e desiste de continuar, estaremos diante de uma desistência voluntária. Mas, se "B" fugir ou a arma deixar de funcionar, então será uma tentativa de homicídio. 

## Desistência voluntária no Direito brasileiro
O agente que desiste voluntariamente da conduta criminosa, antes da consumação do crime, responde apenas pelos atos praticados até o momento, conforme o art. 15 do Código Penal Brasileiro: Art. 15 - O agente que, voluntariamente, desiste de prosseguir na execução ou impede que o resultado se produza, só responde pelos atos já praticados.